# Coulombbarriären
Coulombbarriären, uppkallad efter Charles-Augustin de Coulomb, avser det elektriska fält som omger en atomkärna och som två atomkärnor måste övervinna för att komma varandra nära nog så de tillsammans kan genomgå en kärnreaktion.

## Potentiell enerigibarriär
Denna energibarriär ges av den elektriska potentiella energin:
{\displaystyle U_{\text{coulomb}}={1 \over 4\pi \varepsilon _{0}}{q_{1}q_{2} \over r}}
där
ε0 är tillgången till ledigt utrymme,
q1, q2 laddningen hos de interagerande partiklarna,
r är interaktionsradien.
Ett positivt värde på U beror på en frånstötande kraft, så interagerande partiklar går mot högre energinivåer när de närmar sig varandra. En negativ potentiell energi anger ett bundet tillstånd (på grund av en attraktionskraft).
Coulombbarriären ökar med atomnumren (det vill säga antalet protoner) för de kolliderande atomkärnorna:
{\displaystyle U_{\text{coulomb}}={{Z_{1}Z_{2}e^{2}} \over 4\pi \varepsilon _{0}r}}
där e är den elementära laddningen och Zi motsvarande atomnummer.
För att övervinna denna barriär måste kärnorna kollidera med höga hastigheter, så deras kinetiska energier driver dem tillräckligt nära för att den starka interaktionen ska äga rum och binda samman dem.
Enligt den kinetiska teorin om gaser är temperaturen på en gas bara ett mått på den genomsnittliga kinetiska energin för partiklarna i den gasen. För klassiska idealgaser ges hastighetsfördelningen av gaspartiklarna av Maxwell-Boltzmann. Från denna fördelning kan fraktionen av partiklar med en hastighet som är tillräckligt hög för att övervinna Coulombbarriären bestämmas.
I praktiken visade sig temperaturer som behövdes för att övervinna Coulombbarriären vara lägre än förväntat på grund av kvantmekanisk tunnling, som fastställts av Gamow. Hänsynen till barriärpenetrering genom tunnling och hastighetsfördelningen ger upphov till ett begränsat antal förhållanden där sammansmältning kan ske, så kallat Gamow-fönstret.
Frånvaron av Coulombbarriären möjliggjorde upptäckten av neutronen av James Chadwick 1932.